# Storebø
Storebø is een plaats in de Noorse gemeente Austevoll, provincie Vestland. Storebø telt 1033 inwoners (2007) en heeft een oppervlakte van 1,43 km².